# 髙橋秀裕
髙橋 秀裕（たかはし しゅうゆう、1954年9月23日 - ）は、日本の数学者（専攻は数学史・科学史）。大正大学心理社会学部教授・同大前学長（2019-2023）。真言宗智山派真東寺（埼玉県美里町）住職。

## 略歴

### 学歴
1954年、埼玉県美里町で生まれる。1973年埼玉県立熊谷高等学校卒業し、1978年に早稲田大学教育学部理学科数学専攻を卒業。1997年に東京大学大学院総合文化研究科広域科学専攻修士課程を、2000年に同博士課程修了。博士 (学術)。

### 職歴
2007年より大正大学及び智山伝法院で准教授に、2012年に同大人間学部教授に昇任。翌年に同大評議員、2015年より大正大学学長補佐及び図書館長に、2019年大正大学副学長に就任。2019年11月から2023年10月まで同大学長を務める。退任後は心理社会学部教授・評議員に。
その他に、2002年より早稲田大学、立教大学、駒澤大学で非常勤講師を務める。
2004年から真言宗眞東寺住職。

### 人物
趣味は神社・仏閣、科学館、博物館巡り。

## 著作リスト

### 共著
- 『高校とってもやさしい数学』シリーズ（及川久遠・丹川正司との共著、旺文社、2014年～）

### 監修
- 『微分積分』』（ニュートンプレス、20219年）
- 『最強に面白い微分積分』（ニュートンプレス、2023年）

### 博士論文
- 『ニュートン数学思想の形成』（東京大学、博士（学術）、甲種、2000年）

→* 『ニュートン - 流率法の変容 - 』（東京大学出版会、2003年）

### 論文
- CiNii>髙橋秀裕